# Давташен (село)
Давташен (арм. Դավթաշեն) — село в Арагацотнской области Армении.

## География
Село расположено в западной части марза, на расстоянии 40 километров к западу-северо-западу (WNW) от города Аштарак, административного центра области. Абсолютная высота — 1730 метров над уровнем моря.
Климат
Климат характеризуется как умеренно холодный, влажный (Dfb в классификации климатов Кёппена). Среднегодовая температура воздуха составляет 6,6 °C. Средняя температура самого холодного месяца (января) составляет −7,5 °С, самого жаркого месяца (августа) — 19,2 °С. Расчётная многолетняя норма атмосферных осадков — 431 мм. Наибольшее количество осадков выпадает в мае (77 мм).

## Население
По данным «Сборника сведений о Кавказе» за 1880 год в селе Айланлу Эчмиадзинского уезда по сведениям 1873 года было 23 двора и проживало 196 азербайджанцев (указаны как «татары»), которые были шиитами.
По данным Кавказского календаря на 1912 год, в селе Айланлу Эчмиадзинского уезда проживало 215 человек, в основном азербайджанцев, указанных как «татары».
| Год переписи | Население          | Население          | Население          | Население            | Население            | Население            |
| Год переписи | Наличное население | Наличное население | Наличное население | Постоянное население | Постоянное население | Постоянное население |
| Год переписи | Всего              | Мужчины            | Женщины            | Всего                | Мужчины              | Женщины              |
| ------------ | ------------------ | ------------------ | ------------------ | -------------------- | -------------------- | -------------------- |
| 2001         | 699                | 341                | 358                | 752                  | 373                  | 379                  |
| 2011         | 690                | 360                | 330                | 704                  | 371                  | 333                  |